# Olov Bengtson

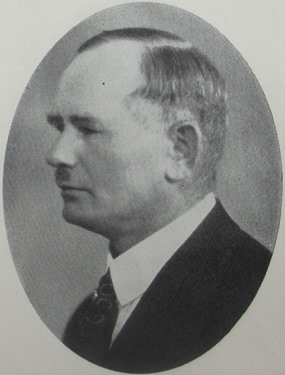
Olov Bengtson.

Olov Bengtson, född 14 september 1881 i Axbergs församling, Örebro län, död 24 maj 1965 i Söderhamn, var en svensk skolledare.
Bengtson var verksam som överlärare i Söderhamn och pensionerades från denna post 1942, då han efterträddes av Erik Lindström. Bengtson var även ordförande i pensionsnämnden, sekreterare i folkskolestyrelsen, ledamot av läroverkets lokalstyrelse, av styrelsen för Söderhamns stads och sydöstra Hälsinglands sparbank. Han valdes till ordförande i föreningen Hälsingeslöjd 1931 (som efterträdare till Volrath Tham) och till suppleant i Sveriges överlärarförbund 1933.